# Iotrigonia
Iotrigonia is een uitgestorven geslacht van tweekleppigen uit de  familie van de Iotrigoniidae. 

## Soorten
- † Iotrigonia glyptica (Woods, 1917)
- † Iotrigonia leda Fleming, 1987
- † Iotrigonia lenseni Fleming, 1987
- † Iotrigonia limatula Whitehouse, 1946
- † Iotrigonia nanutarraensis (Cox, 1961)
- † Iotrigonia stanwellensis Skwarko, 1963
- † Iotrigonia stowi (Kitchin, 1908)
- † Iotrigonia vscripta (Kitchin, 1903)
- † Iotrigonia curta Bogdanova & Yanin, 2005
- † Iotrigonia youxiaensis Wen & Lan, 1976

### Synoniemen
- Iotrigonia (Zaletrigonia) hoepeni Skwarko, 1963 => Zaletrigonia hoepeni (Skwarko, 1963) †
- Iotrigonia (Zaletrigonia) normanbyia Skwarko, 1981 † => Zaletrigonia normanbyia (Skwarko, 1981) †
- Iotrigonia (Zaletrigonia) telefominiana Skwarko, 1981 † => Zaletrigonia telefominiana (Skwarko, 1981) †
- Iotrigonia inconstans van Hoepen, 1929 † => Zaletrigonia inconstans (van Hoepen, 1929) †